# Ester Peony
Ester Alexandra Crețu (Câmpulung, 21 de julio de 1993), conocida por su nombre artístico Ester Peony (anteriormente Ester), es una cantante y compositora rumana. Representó a Rumania en el Festival de la Canción de Eurovisión 2019 con la canción «On a Sunday» después de ganar el programa de selección Selecția Națională 2019. Sin embargo, no pudo clasificar para la Gran Final en Tel Aviv. Peony comenzó a componer música para otros artistas rumanos antes de lograr reconocimiento por sus versiones de canciones en YouTube en 2015. Ese mismo año, alcanzó el éxito comercial en Rumania con su sencillo «Sub aripa ta», en colaboración con Vescan.

## Primeros años
Ester Alexandra Crețu nació en Câmpulung, Rumania el 21 de julio de 1993. Emigró con sus padres a Montreal, Canadá en 2001. En la ciudad, mostró un especial interés en la música y comenzó a estudiar canto y jazz a la edad de ocho años. Peony regresó a Rumania cuatro años después y se graduó en la Escuela de Artes Dinu Lipatti en Pitești, donde estudió canto clásico y guitarra clásica. En 2013, se matriculó en la Facultad de Interpretación Musical en Bucarest para estudiar jazz.

## Carrera
Peony lanzó su primer sencillo, «Cuminte de Crăciun», bajo su monónimo «Ester» a finales de 2014. Durante ese período, compuso música para otros artistas rumanos. En 2015, comenzó a publicar versiones de canciones en YouTube. Los videos ganaron su atención, y posteriormente le ofrecieron un contrato con una discográfica rumana. Ese mismo año, Peony estrenó la canción «Sub aripa ta», con la colaboración del rapero rumano Vescan. La pista estuvo presente en las estaciones de radio y televisión del país. En 2016, se embarcó en su primera gira con Vescan. La cantante cambió su nombre artístico a «Ester Peony» y publicó de manera independiente su primer EP, Dig It, en mayo de 2018; la artista también fue una de las compositoras principales del disco.
En febrero de 2019, Televiziunea Română (TVR) anunció que la cantante sería la encargada de representar a Rumania en el Festival de la Canción de Eurovisión 2019 en Tel Aviv, Israel, después de ganar el programa de selección Selecția Națională con su canción «On a Sunday». La recepción con respecto al anuncio fue variada por parte del público. En 2019, TVR tuvo que gastar cantidades significativas en su entrada de Eurovisión por primera vez; gastaron alrededor de 100.000 euros en efectos visuales y especiales para su presentación. Sin embargo, Rumania no pudo clasificar para la Gran Final de Eurovisión al posicionarse en el lugar número 13 con 71 puntos; fue la segunda descalificación consecutiva del país. Durante su tiempo en Eurovisión, Peony firmó un contrato con Cat Music, y actualmente se encuentra trabajando en su primer álbum de estudio que se estrenará más tarde en 2019. La artista se presentó en el Festival Golden Stag 2019.

## Influencias y vida personal
Peony citó a Delia Matache, Céline Dion, Whitney Houston, Cher, Queen, Michael Jackson y Ariana Grande como sus influencias musicales. Su nombre artístico hace referencia a la flor de peonia. En rumano, «peony» significa «bujor», lo que forma parte del nombre de su madre. La cantante se encuentra en una relación con Alexandru Șerbu desde 2013; Șerbu también fue el productor musical de «On a Sunday». Además, Peony declaró que cree en dios.

## Discografía

### EP
| Título | Detalles                                                                                            |
| ------ | --------------------------------------------------------------------------------------------------- |
| Dig It | - Fecha de lanzamiento: 12 de mayo de 2018 - Discografía: Independiente - Formato: Descarga digital |

### Sencillos

#### Como artista principal
| Título                                                            | Año  | Álbum              |
| ----------------------------------------------------------------- | ---- | ------------------ |
| «Cuminte de Crăciun» (como Ester con Doddy, Vescan y Mahia Beldo) | 2014 | Sencillo sin álbum |
| «Sub aripa ta» (como Ester con Vescan)                            | 2015 | Sencillo sin álbum |
| «Iubire» (como Ester)                                             | 2015 | Sencillo sin álbum |
| «1000 de motive» (como Ester con Phelipe)                         | 2016 | Sencillo sin álbum |
| «On a Sunday»                                                     | 2019 | Sencillo sin álbum |
| «7 Roses»                                                         | 2019 | Sencillo sin álbum |
| «Me pone loca»                                                    | 2020 | Sencillo sin álbum |
| «Dernière danse» (con Scott Rills)                                | 2021 | Sencillo sin álbum |
| «Tatoué» (con Sasha Lopez)                                        | 2021 | Sencillo sin álbum |

#### Como artista invitada
| «Oameni» (Vescan con Ester, Alan y Kepa)                                                  | 2015 | —  | Sencillo sin álbum |
| «Dernière danse» (HIDDN y RudeLies con Ester Peony)                                       | 2019 | 16 | Sencillo sin álbum |
| «—» indica que el sencillo no alcanzó posición alguna o no fue lanzado en ese territorio. |      |    |                    |